# Pítsa Galázi
Pítsa Galázi (grec moderne : Πίτσα Γαλάζη ; née en 1940 à Limassol et morte le 14 février 2023,) est une essayiste et poétesse chypriote. Elle a publié plusieurs recueils de poésie entre les années 1960 et les années 1990.

## Biographie
Calliope Morton nait en 1940 à Limassol,. Elle passe une grande partie de son enfance à Paleochori. Durant son adolescence elle est membre de l'EOKA. Elle se rend ensuite à Athènes où elle étudie les sciences politiques à l'université Panteion,.
Elle a travaillé comme productrice de radio à la Cyprus Radio Foundation.

## Œuvres
Pendant ses études en Grèce Galázi publie son premier recueil de poésie en 1963 intitulé Moment d'adolescence (Fexis Publications). Ses autres œuvres sont Les Arbres et la mer (1969), La Sœur d'Alexandre (1973), Hypnothérapie (1978), Drapeaux (1983), Les Oiseaux d'Eustolus et l'enclos (1999), La Voix (2018)...
Elle a reçu trois fois le prix d'État de littérature de la république de Chypre (1969, 1983 et 2018), tandis qu'en 1999 elle a été honorée du prix de poésie de l'Académie d'Athènes.
Ces poèmes ont été traduits en différentes langues (anglais, français, espagnol, allemand, italien, etc.).